# Vanessa Amorosi
Vanessa (Joy) Amorosi (Melbourne, 8 augustus 1981) is een Australische zangeres.

## Biografie
Amorosi werd geboren in Melbourne en op twaalfjarige leeftijd gaf ze een optreden in een Russisch restaurant, waar ze ontdekt werd door Jack Strom. In 1997 sloot zij een contract af, twee jaar later volgde haar eerste single Have A Look.
In 2000 gaf ze een optreden tijdens zowel de openings- als de sluitingsceremonie van de Olympische Zomerspelen in Sydney.

## Discografie

### Australië
Singles:
- 1998 - Get Here
- 1999 - Have a Look
- 1999 - Absolutely Everybody
- 2000 - Shine
- 2000 - The Power / Everytime I Close My Eyes
- 2001 - Turn to Me
- 2002 - Spin (Everybody's Doin' It)
- 2007 - Kiss Your Mama!
- 2008 - Perfect
- 2008 - The Simple Things (Something Emotional)
- 2009 - The Letter
- 2009 - This Is Who I Am
- 2009 - Hazardous
- 2010 - Mr. Mysterious
- 2010 - Off on My Kiss
- 2010 - Holiday
- 2011 - Gossip
- 2011 - Amazing
- 2019 - Heavy Lies the Head
- 2019 - Hello Me
- 2020 - Lessons of Love
- 2020 - Coming Down Off You
- 2020 - Sweet Mirage
- 2020 - 15,000 Revs
- 2020 - Isolation
- 2020 - Crazy Jealous
- 2020 - Devil Monster
- 2020 - Make Love Not War
- 2020 - I Don't Know How to Be Happy
- 2020 - The Light

Albums:
- 2000 - The Power
- 2001 - Turn to Me
- 2006 - The Best of Vanessa Amorosi
- 2007 - Somewhere in the Real World
- 2009 - Hazardous
- 2019 - Back to Love
- 2020 - The Blacklisted Collection

### Overige Landen
Singles:
- 2000 - Absolutely Everybody (Europa, Azië)
- 2001 - Champagne, Champagne (Absolument Fabuleux) (Frankrijk)
- 2002 - Everytime I Close My Eyes (Japan, Duitsland)
- 2001 - Have a Look (Duitsland)
- 2002 - One Thing Leads to Another (Duitsland)
- 2001 - Shine (Europa, Azië)
- 2001 - Shine & Absolutely Everybody (Verenigde Staten)
- 2003 - True to Yourself (Duitsland)

Albums:
- 2002 - Change (Duitsland)
- 2004 - Perfect (wereldwijd)
- The Power (wereldwijd)

- Gemeinsame Normdatei: 135184169
- International Standard Name Identifier: 0000 0000 5610 4766
- Library of Congress Control Number: n2012011856
- MusicBrainz: 2a94bc7d-d829-4869-b18e-2672c181510b
- Nationale Bibliotheek van Tsjechië: mzk2003202113
- Virtual International Authority File: 80016056
- WorldCat: E39PBJgmKcvBxBjKyx8dyKqfbd